# Ровность (шахта)
Шахта «Ровность» — бывшая шахта в окрестностях города Яхимова. Первоначально на этом руднике, как и в других частях Яхимовского горного района, добывали серебро, кобальт и цинк. После добычи этих минералов и многолетнего застоя в XIX веке шахта стала использоваться исключительно для добычи урановой руды. Шахта была построена к западу от Яхимова, в месте, которое первоначально называлось Циммерхёэ (Zimmerhöhe), а сегодня называется Дульны Врхи (Důlní vrchy). В непосредственной близости от шахты в 1940-1961 годах находился лагерь для военнопленных, а затем исправительно-трудовой лагерь «Ровность».

## История шахты
Шахта была основана в  1792 году под названием «Рудольфова яма» (в честь императора Рудольфа II). В 1850 году он был переименован в шахту «Вернера» в честь профессора Горной академии во Фрайберге — геолога Абрахама Готтлоба Вернера (1749-1817). Новое название «Ровность» шахта получила после Второй мировой войны, когда здесь был создан завод «Завод Ровность I в Яхимовских рудниках».
Горная выработка шахты «Вернер-Ровность» до затопления была самой глубокой в Яхимовском крае. Глубина ее двенадцатого этажа составляла 707,7 метра. Эта шахта была соединена с шахтой «Сворность» траншеей в двенадцатом этаже (на высоте 262 метра над уровнем моря в то время, как высота поверхности составляет около 925 метров над уровнем моря).
Радиоактивная вода из шахты использовалась в лечебных целях уже в начале XX века. Первая в мире радоновая ванна, использующая воду из так называемых Степных источников на Даниловом полу у карьера «Ровность», была установлена в доме № 282 яхимовского пекаря Кюна в 1906 году. Первоначально в этих «банях» было всего две ванны, а воду сюда привозили на подводах. В 1908 году были построены трубы к каютам, установленным на урановом заводе. В 1911 году в Яхимове была построена новая баня для лечения населения радоновой шахтной водой.

## Военные и исправительные лагеря на шахте «Вернер-Ровность»
В период с 1940 по 1961 год на добыче местной урановой руды использовался подневольный труд. Сначала, с 1940 по 1945 год, это были военнопленные, находившиеся под управлением нацистских войск; с 1946 по 1949 год сюда были переброшены немецкие военнопленные, находившиеся под управлением советских властей. Заключенные размещались во временных бараках для военнопленных, построенных прямо на месте шахты. Осенью 1949 года пленных обменяли на осужденных преступников — уголовников, карателей и политзаключенных.
Последняя смена заключенных на шахте «Ровность I» состоялась 28 апреля 1961 года. Гражданские шахтеры продолжали добычу на «Ровности» еще несколько месяцев. К июлю 1962 года все горные работы на шахте «Ровность I» были прекращены. Впоследствии вся территория шахты была ликвидирована. Вход в шахту был огорожен, но не засыпан. Благодаря высоте между яхимовскими шахтами, шахта «Ровность» служит вентиляционной трубой для шахты «Сворность». Большинство шахтных зданий в районе шахты «Ровность I», включая главную представительскую виллу Первой республики, были снесены до основания. Несколько оставшихся технических домов были превращены в семейные дома отдыха.
Так называемая Ржетизкарна (řetízkárna чешское название), использовавшаяся для переодевания осужденных, осталась неиспользованной. Большое здание на территории шахты, ранее принадлежавшее Корпусу национальной безопасности (SNB), сейчас используется как отель «Бергхоф» («Berghof»). Вокруг шахты проходит природная тропа «Яхимовский ад».

## Замок Палечека
Так называемый замок Палечека — это садовая миниатюра готического замка высотой около 150 сантиметров, каркас которого до сих пор стоит в районе бывшего яхимовского уранового рудника «Ровность I». Это крошечное сооружение, расположенное всего в 35 метрах к юго-западу от руин так называемой řetízkárna, является частью обширной яхимовской мифологии и городских легенд.

### Легенда
Согласно часто цитируемым домыслам некоторых публицистов и бывших политзаключенных, «шуточный замок» был построен по заказу садистского начальника лагеря «Ровность» Франтишека Палечека, также известного как Альбин Дворжак, для благоустройства лагерной площади.

### Факты
Точная дата создания замка Палечека неизвестна. До сих пор удалось найти только тех заключенных, которые знали здание уже построенным. По их воспоминаниям можно предположить, что макет замка был сделан, вероятно, до 1956 г. Однако свидетельства заключенных, которые непосредственно помнили о строительстве, никогда не были задокументированы. Поэтому нельзя с уверенностью утверждать, что здание было построено в то время, когда Франтишек Палечек работал в «Ровности». Самая старая из известных фотографий замка Палечека относится к концу 1950-х - началу 1960-х годов.
С другой стороны, утверждения об устройстве замка Палечека и, вероятно, о назначении здания могут быть четко опровергнуты. Ведь, несмотря на многочисленные кривотолки, миниатюра замка стоит не на месте бывшего лагерного аппельпака (на месте центральной счетной площадки), а за пределами бывшей лагерной зоны. Макет замка был построен на открытой территории горного комбината «Ровность I» в Яхимовских рудниках, которая была отделена от лагерной зоны двойным забором, и осужденные не имели свободного доступа на эту территорию (если только их не направляли туда на специальные работы).
Имеющиеся фотографии начала 1960-х годов доказывают, что садовая миниатюра готического замка была частью зоны отдыха, созданной для отдыха гражданских шахтеров в Яхимовских рудниках во второй половине 1950-х годов. Таким образом, здание было создано не для благоустройства исправительного лагеря, а как часть формирующегося сада отдыха для гражданской части предприятия. Таким образом, стимул для создания декоративного сооружения мог исходить не от начальника соседнего исправительного лагеря, а от гражданского руководства горнодобывающей компании.

### Фуксбург
Кроме названия замок Палечека, можно встретить также название Фуксбург . Это название является отсылкой к опасливому начальнику местного исправительного лагеря Франтишеку Палечеку или его помощнику и заключённому Рихарду Фуксу, который находился в «Ровности» с 1949 по 1955 год. Будучи членом лагерной администрации, он получил власть над другими заключенными, которой злоупотреблял, и стал одним из создателей системы лагерных издевательств. Был ли он каким-либо образом вовлечен в надзор за строительством здания также не было задокументировано.

### Отголоски в культуре и искусстве
Замок Палечека возле лагеря «Ровность» стал темой пьесы Ленки Лагроновой «Поймать Вену». Мировая премьера спектакля состоялась в июне 2022 года на сцене Национального театра в Брно «Редута» под руководством Радована Липуша.